# Coppa Italia 2018-2019 (rugby a 15)
La Coppa Italia 2018-19 fu la 31ª edizione della Coppa Italia di rugby a 15.
Tornata al nome originario dopo un periodo di otto edizioni in cui fu denominata Trofeo Eccellenza, si tenne dal 13 ottobre 2018 al 30 marzo 2019 tra le otto squadre del campionato TOP12 2018-19 che non prendono parte alle competizioni europee per club.
Le otto squadre partecipanti furono divise in due gironi all'italiana da quattro ciascuna, nei quali si affrontarono in gare di andata e ritorno tra il 13 ottobre 2018 e il 20 gennaio 2019; la classifica fu stilata con il punteggio dell'Emisfero Sud, ovvero quattro punti per ogni vittoria, due per ogni pareggio, nulla per la sconfitta più eventuale punto di bonus alla perdente con sette o meno punti di scarto e alla squadra che realizzi quattro mete a prescindere dal risultato finale.
Da registrare nel primo girone la matematica conquista del primo posto da parte del Valsugana con una partita d'anticipo a rendere ininfluente la sconfitta dei padovani nell'ultima gara contro Mogliano per 19-49; più combattuto il girone 2, vinto dal Valorugby di Reggio Emilia solo all'ultima giornata dopo il successo 24-19 in casa di Viadana, concorrente diretto per la qualificazione e prima dell'inizio della partita distante solo tre punti in classifica dagli emiliani.
La finale, in gara unica, si tenne allo stadio Sergio Lanfranchi di Parma il 30 marzo 2019; nessuna delle due contendenti aveva alcun titolo nel proprio palmarès, e a imporsi fu la squadra emiliana che vinse per 32-10, alla sua prima vittoria assoluta di un torneo ufficiale.

## Squadre partecipanti
| Girone 1           | Girone 2                  |
| ------------------ | ------------------------- |
| Mogliano           | S.S. Lazio (Roma)         |
| San Donà           | I Medicei (Firenze)       |
| Valsugana (Padova) | Valorugby (Reggio Emilia) |
| Verona             | Viadana                   |

## Fase a gironi

### Girone 1
| Data             | Incontro             | Risultato |
| ---------------- | -------------------- | --------- |
| 13 ottobre 2018  | Valsugana — San Donà | 34-14     |
| 13 ottobre 2018  | Verona — Mogliano    | 48-7      |
| 20 ottobre 2018  | San Donà — Verona    | 17-17     |
| 20 ottobre 2018  | Mogliano — Valsugana | 12-21     |
| 9 dicembre 2018  | San Donà — Mogliano  | 27-19     |
| 9 dicembre 2018  | Verona — Valsugana   | 28-12     |
| 15 dicembre 2018 | Valsugana — Verona   | 31-12     |
| 15 dicembre 2018 | Mogliano — San Donà  | 19-10     |
| 13 gennaio 2019  | San Donà — Valsugana | 15-20     |
| 13 gennaio 2019  | Mogliano — Verona    | 29-28     |
| 13 gennaio 2019  | Verona — San Donà    | 23-19     |
| 13 gennaio 2019  | Valsugana — Mogliano | 19-49     |

#### Classifica
|  |    | Squadra   | G | V | N | P | PF  | PS  | P±  | B | Pt |
|  | -- | --------- | - | - | - | - | --- | --- | --- | - | -- |
|  | 1. | Valsugana | 6 | 4 | 0 | 2 | 137 | 130 | 7   | 2 | 18 |
|  | 2. | Verona    | 6 | 3 | 1 | 2 | 156 | 115 | 41  | 3 | 17 |
|  | 3. | Mogliano  | 6 | 3 | 0 | 3 | 135 | 153 | −18 | 2 | 14 |
|  | 4. | San Donà  | 6 | 1 | 1 | 4 | 102 | 132 | −30 | 3 | 9  |

### Girone 2
| Data             | Incontro              | Risultato |
| ---------------- | --------------------- | --------- |
| 13 ottobre 2018  | Lazio — Valorugby     | 18-19     |
| 13 ottobre 2018  | Viadana — I Medicei   | 22-17     |
| 20 ottobre 2018  | I Medicei — Lazio     | 38-7      |
| 21 ottobre 2018  | Valorugby — Viadana   | 19-7      |
| 8 dicembre 2018  | Lazio — Viadana       | 19-33     |
| 8 dicembre 2018  | I Medicei — Valorugby | 19-13     |
| 16 dicembre 2018 | Valorugby — I Medicei | 21-18     |
| 16 dicembre 2018 | Viadana — Lazio       | 47-15     |
| 12 gennaio 2019  | Valorugby — Lazio     | 71-7      |
| 12 gennaio 2019  | I Medicei — Viadana   | 19-19     |
| 19 gennaio 2019  | Lazio — I Medicei     | 12-24     |
| 19 gennaio 2019  | Viadana — Valorugby   | 19-24     |

#### Classifica
|  |    | Squadra    | G | V | N | P | PF  | PS  | P±   | B | Pt |
|  | -- | ---------- | - | - | - | - | --- | --- | ---- | - | -- |
|  | 1. | Valorugby  | 6 | 5 | 0 | 1 | 167 | 88  | 79   | 3 | 23 |
|  | 2. | I Medicei  | 6 | 3 | 1 | 2 | 135 | 94  | 41   | 3 | 17 |
|  | 3. | Viadana    | 6 | 3 | 1 | 2 | 147 | 113 | 34   | 3 | 17 |
|  | 4. | S.S. Lazio | 6 | 0 | 0 | 6 | 78  | 232 | −154 | 1 | 1  |

## Finale
| Arbitro: | Federico Boraso (Rovigo) |

| |              | |
| Girardi 51’ | mt           | 10’ Gennari 61’, 73’ Amenta 64’ E. Fusco |
| Benetti 51’ | tr           | 61’, 64’, 73’ Gennari |
| Benetti 33’ | c.p.         | 8’, 40+1’ Gennari |
| · Sartor · 68’ Rigutti · Beraldin · Kurimudu · 64’ A. Dell'Antonio · Citton · 66’ Benetti · 62’ Sanavia · Pivetta (c) · 48’ Swanepoel · 73’ Ferraresi · 74’ Albertario · 71’ Baldelli · Sironi · Girardi | Formazioni   | · Farolini (c) · Costella 73’ · Paletta · Vaega · Gennari · L. Rodríguez · Panunzi 48’ · Muccignat 62’ · A. Gatti 78’ · Bordonaro 78’ · Balsemin 71’ · Dell'Acqua · Rimpelli 52’ · Mordacci 76’ · Amenta |
| · 62’ Barducci · 48’ Paparone · 73’ Maso · 74’ Scapin · 71’ Giulian · 66’ Roden · 64’ Giacon · 68’ Paluello                                                                                              | Sostituzioni | · Quaranta 62’ · E. Manghi 78’ · du Plessis 78’ · L. Favaro 71’ · Messori 52’ · Festuccia 76’ · E. Fusco 48’ · Fontana 73’                                                                               |
| Polla Roux | Allenatori   | Roberto Manghi |